# Deutsche Leichtathletik-Hallenmeisterschaften 1992
Die 39. Deutschen Leichtathletik-Hallenmeisterschaften fanden am 8. und 9. Februar vor 8000 Zuschauern in der Europahalle in Karlsruhe statt. Zum zweiten Mal war Karlsruhe Gastgeber.
Heike Henkel gewann im Hochsprung mit neuem deutschem Rekord. Überschattet wurden die Meisterschaften von der Dopingaffäre um Katrin Krabbe und Grit Breuer, die ihr Startrecht per einstweiliger Verfügung erwirkten.

## Medaillengewinner

### Frauen
| Disziplin    | Gold                                                                             | Leistung     | Silber                                                                       | Leistung     | Bronze                                                                 | Leistung     |
| ------------ | -------------------------------------------------------------------------------- | ------------ | ---------------------------------------------------------------------------- | ------------ | ---------------------------------------------------------------------- | ------------ |
| 60 m         | Katrin Krabbe SC Neubrandenburg                                                  | 7,11 s       | Andrea Philipp Schweriner SC                                                 | 7,23 s       | Ulrike Sarvari VfL Sindelfingen                                        | 7,35 s       |
| 200 m        | Grit Breuer SC Neubrandenburg                                                    | 22,71 s      | Silke-Beate Knoll LG Olympia Dortmund                                        | 23,25 s      | Anja Böhme LG Bayer Leverkusen                                         | 23,41 s      |
| 400 m        | Uta Rohländer SV Halle                                                           | 52,59 s      | Annett Hesselbarth SV Halle                                                  | 52,73 s      | Linda Kisabaka LG Bayer Leverkusen                                     | 52,95 s      |
| 800 m        | Christine Wachtel SC Empor Rostock                                               | 2:02,42 min  | Sigrun Grau SC Neubrandenburg                                                | 2:02,96 min  | Gabriele Lesch Eintracht Frankfurt                                     | 2:03,50 min  |
| 1500 m       | Ellen Kießling LG Dresdner SC                                                    | 4:13,21 min  | Ingrid Hering TK Hannover                                                    | 4:16,77 min  | Anette Hüls LG Bayer Leverkusen                                        | 4:17,75 min  |
| 3000 m       | Rita Marquard TSV 1860 München                                                   | 8:56,20 min  | Christina Mai LG Olympia Dortmund                                            | 8:57,40 min  | Claudia Dreher LG Olympia Dortmund                                     | 9:05,64 min  |
| 60 m Hürden  | Gabi Roth MTG Mannheim                                                           | 8,15 s       | Petra Hassinger LAC Halensee Berlin                                          | 8,19 s       | Silke Nahler Hamburger SV                                              | 8,25 s       |
| 4 × 200 m    | VfL SindelfingenAndrea Thomas Ulrike Sarvari Margrit Schiller Doreen Fahrendorff | 1:33,62 min  | LG Olympia DortmundSilke-Beate Knoll Ruth Scheppan Mirja Knuth Gisela Arendt | 1:35,00 min  | SG UlmClaudia Gerhardt Andrea Schmidt Katharina Gaus Christina Gruhler | 1:35,54 min  |
| 3000 m Gehen | Beate Gummelt LAC Halensee Berlin                                                | 12:11,54 min | Kathrin Born SC Charlottenburg                                               | 12:34,72 min | Andrea Brückmann LAZ Lahn-Aar-Diez                                     | 12:38,72 min |
| Hochsprung   | Heike Henkel LG Bayer Leverkusen                                                 | 2,07 m NR    | Marion Goldkamp LG Bayer Leverkusen                                          | 1,91 m       | Birgit Kähler LAV Bayer Uerdingen/Dormagen                             | 1,89 m       |
| Weitsprung   | Heike Drechsler TuS Jena                                                         | 7,03 m       | Susen Tiedtke SC Charlottenburg                                              | 6,53         | Claudia Gerhardt VfL Gladbeck                                          | 6,49 m       |
| Kugelstoßen  | Astrid Kumbernuss SC Neubrandenburg                                              | 18,77 m      | Grit Hammer LAC Quelle Fürth                                                 | 18,33 m      | Heike Hopfer SC Berlin                                                 | 17,83 m      |

### Männer
| Disziplin      | Gold                                                                         | Leistung     | Silber                                                                                    | Leistung     | Bronze                                                                           | Leistung     |
| -------------- | ---------------------------------------------------------------------------- | ------------ | ----------------------------------------------------------------------------------------- | ------------ | -------------------------------------------------------------------------------- | ------------ |
| 60 m           | Steffen Görmer SV Halle                                                      | 6,63 s       | Sven Matthes SV Preußen Berlin                                                            | 6,67 s       | Dirk Morawietz LC Paderborn                                                      | 6,73 s       |
| 200 m          | Alexander Lack SC Neubrandenburg                                             | 20,98 s      | Michael Huke TV Wattenscheid 01                                                           | 21,00 s      | Stefan Schütz LG Sieg                                                            | 21,38 s      |
| 400 m          | Rico Lieder LG Chemnitz                                                      | 46,74 s      | Klaus Weigeldt ASV Köln                                                                   | 47,18 s      | Ralph Pfersich LG VfB/Kickers Stuttgart                                          | 47,38 s      |
| 800 m          | Mark Eplinius SC Charlottenburg                                              | 1:47,05 min  | Peter Braun MTV Ingolstadt                                                                | 1:48,11 min  | Mike Kemsies SC Charlottenburg                                                   | 1:48,39 min  |
| 1500 m         | Dieter Baumann LG Bayer Leverkusen                                           | 3:37,83 min  | Jörg Schneider SC Charlottenburg                                                          | 3:42,99 min  | Jens-Peter Herold LC Rehlingen                                                   | 3:45,11 min  |
| 3000 m         | Dieter Baumann LG Bayer Leverkusen                                           | 7:51,77 min  | Steffen Brand TV Wattenscheid 01                                                          | 7:55,05 min  | Stéphane Franke FV Salamander Kornwestheim                                       | 8:00,71 min  |
| 60 m Hürden    | Florian Schwarthoff TV Heppenheim                                            | 7,58 s       | Mike Fenner SC Charlottenburg                                                             | 7,66 s       | Sven Göhler OSC Potsdam                                                          | 7,72 s       |
| 4 × 200 m      | SV Union Groß IlsedeAndreas Stärk Andreas Wirth Jan Lillie Karsten Leuteritz | 1:25,48 min  | LAV Bayer Uerdingen/DormagenArnold Zawitzki Michael Kutscher Heinz Hünnekes Stefan Peters | 1:26,24      | LG HannoverLars Bornemann Jens Knoke Axel Ritter Jörg Deerberg                   | 1:28,91 min  |
| 4 × 400 m      | LG Olympia DortmundUdo Schiller Stefan Godek Bodo Unger Olaf Hense           | 3:08,39 min  | ASV KölnAnselm Schuster Klaus-Christian Weigeldt Martin Kleine Marc-Antonius Eggers       | 3:08,71 min  | LG VfB/Kickers StuttgartJürgen Mehl Volker Höschele Horst Krückel Ralph Pfersich | 3:09,31 min  |
| 3 × 1000 m     | Sportvg FeuerbachArthur Klein Axel Harries Joachim Dehmel                    | 7:08,89 min  | LG OffenburgHartwig Potthin Jens Bodemer Jörg Haas                                        | 7:09,33 min  | TV Wattenscheid 01Heiko Schulze Stephan Plätzer Rüdiger Stenzel                  | 7:10,75 min  |
| 5000 m Gehen   | Ronald Weigel LAC Halensee Berlin                                            | 18:57,00 min | Axel Noack TSV Erfurt                                                                     | 19:09,20 min | Robert Ihly LG Offenburg                                                         | 19:31,92 min |
| Hochsprung     | Ralf Sonn TSG Weinheim                                                       | 2,35 m       | Wolf-Hendrik Beyer LG Bayer Leverkusen                                                    | 2,31 m       | Carlo Thränhardt LG Bayer Leverkusen                                             | 2,25 m       |
| Stabhochsprung | Martin Amann LG VfB/Kickers Stuttgart                                        | 5,45 m       | Kai Atzbacher LG Frankfurt                                                                | 5,35 m       | Stefan Diebler TuS Jena                                                          | 5,35 m       |
| Weitsprung     | Dietmar Haaf FV Salamander Kornwestheim                                      | 8,05 m       | Konstantin Krause TV Wattenscheid 01                                                      | 7,97 m       | Volker Gödicke SC Charlottenburg                                                 | 7,95 m       |
| Dreisprung     | André Ernst SV Halle                                                         | 16,50 m      | Karsten Stephan SC Charlottenburg                                                         | 16,12 m      | Hrvoje Verzi TV Wattenscheid 01                                                  | 16,06 m      |
| Kugelstoßen    | Oliver-Sven Buder TV Wattenscheid 01                                         | 19,59 m      | Claus-Dieter Föhrenbach USC Heidelberg                                                    | 18,60 m      | Oliver Dück TSV 1860 München                                                     | 18,56 m      |